# 周寿宪
周寿宪（1925年—1976年5月）江苏淮安人，中国计算机专家。周寿宪在上世纪50年代后期，计算机学科在中国还处于“一穷二白”的阶段其間與闵乃大、夏培肃等教授学者留洋学成归國，協助中国逐渐补齐了计算机课程空白。後在文化大革命中被當作美國特務批鬥迫害，並因此罹患精神病及自殺。

## 生平
1925年，周寿宪生于湖北汉口，祖籍江苏淮安。1946年，周寿宪获得重庆国立中央大学电机系学士学位。1947年，周寿宪赴美国留学。1949年和1951年，周寿宪先后获得密歇根大学电讯系硕士、博士学位。此后，他在美国巴勒斯公司计算机研发中心从事研究，研究过磁心移位寄存器，短短四年期间，他获得两项专利并在应用物理杂志上三次发表文章。
1955年，周寿宪等留美学者回国。回国后，周寿宪被分至清华大学编制在清华大学无线电工程系，在无线电工程系讲授《无线电天线》、《晶体管原理》、《磁学原理》、《固体物理》。1956年，国家十二年科学规划开始制定。经中国科学院夏培肃介绍，由华罗庚推荐，周寿宪到国务院科学规划委员会下设的 “计算技术和数学规划组”兼职，在华罗庚的领导下参与制定规划。1956年6月，周寿宪在中科院为清华大学计57班讲授《计算机原理》、《脉冲技术》、《磁芯存储器》等计算机专业课程 ，听课的除去清华计57班35位同学，还包括管理计57班日常事务的清华大学教务处生产实习科科长凌瑞骥（1952年清华大学电机系本科毕业，后在57年反右运动期间任清华自控系总支书记，文革中积极跟随四人帮及其同伙）。规划制定工作结束后的1956年8月，中国科学院计算技术研究所筹备委员会成立，周寿宪任委员。1956年9月，中国科学院组织了中国首个赴苏联的计算机考察团，由15人组成，闵乃大为团长。经由清华大学的上级教育部批准，周寿宪作为考察团成员之一，到苏联科学院精密机械和计算技术研究所的通用机研究室考察，同年底归国。回国后，周寿宪在清华大学任教同时，继续在中国科学院计算技术研究所兼职。
周寿宪从莫斯科回到清华大学后，在清华大学无线电工程系计算机教研组任教。当时，他是该系唯一的四级副教授，其他还有三位刚从苏联留学毕业回国的五级副教授金蘭、章燕申、吴麒。回到清华大学后，周寿宪负责筹建计算机专业，清华大学计算机专业的首个教学大纲是由周寿宪亲自制定的，他也是第一位开讲计算机课程的教授，负责教授《计算机原理》、《脉冲技术》、《计算机线路》、《磁芯存储器》等课程。周寿宪同时参加了工程项目。在112型计算机（中国第一台计算机）研制项目中，周寿宪参加了晶体管单位线路的定型工作。
文化大革命中，周寿宪被當作美国特务批斗，遭到残酷迫害。后来，周寿宪被送到江西鲤鱼洲清华大学五七干校劳动。当时，他已因受到迫害而患精神病，但连队的军宣队员说他是装的，仍经常批判他，其中有的人还殴打和辱骂他。后来，周寿宪病情加重，农场不得不将其送回北京清华大学。回北京后，当时积极跟随四人帮的凌瑞骥在周寿宪第一次试图自杀被抢救后，还当面诬陷他假自杀，逼着周寿宪再次自杀。不久，1976年5月30日周寿宪在家中上吊自杀身亡。之后，北京清华大学计算机系在系史中数次错误的记录了1956年当时没有任何计算机专业知识背景的清华大学教务处生产实习科科长凌瑞骥负责筹建清华大学电子计算机专业。
文化大革命结束后，清华大学在大礼堂为周寿宪召开了追悼会，朱光亚、夏培肃等人以及清华大学计算机系师生均参加。